# Playa de Las Gaviotas
La playa de Las Gaviotas es una cala ubicada en la localidad de San Andrés, en el distrito de Anaga del término municipal de Santa Cruz de Tenerife (Canarias, España).Es una playa muy reconocida dentro del mundillo del bodyboard, uno de los mejores surfistas que ha pasado por aquí es Rodrigo Davara cuyo mayor logro es un rollo. La mayor leyenda de esta playa es Makumba a saber lo que ha pasado con él. 

## Descripción
Es una pequeña playa de arena negra volcánica enclavada al pie de un acantilado, muy cerca de la playa de Las Teresitas. Se llega a través de la carretera de Las Gaviotas que parte de la TF-121. A la altura de la playa hay un desvío que conecta con una explanada acondicionada como aparcamiento y que a su vez sirve como conexión mediante un sendero a otra playa adyacente, Playa Chica, donde existe un complejo de apartamentos.
La cala también es conocida porque es apta para el nudismo, así como para practicar deportes como el surf o el bodyboard, haciéndola una playa popular entre la juventud tinerfeña.
En diciembre de 2010 la playa fue cerrada por peligro de desprendimientos a la espera de una partida presupuestaria para acondicionar la zona. En mayo de 2013 se llevaron a cabo los trabajos de mejora en una primera fase consistente en proteger el acantilado con elementos de contención, lográndose reabrir al público un 70% de la playa a finales de ese mes a la espera de próximas actuaciones.

## Galería

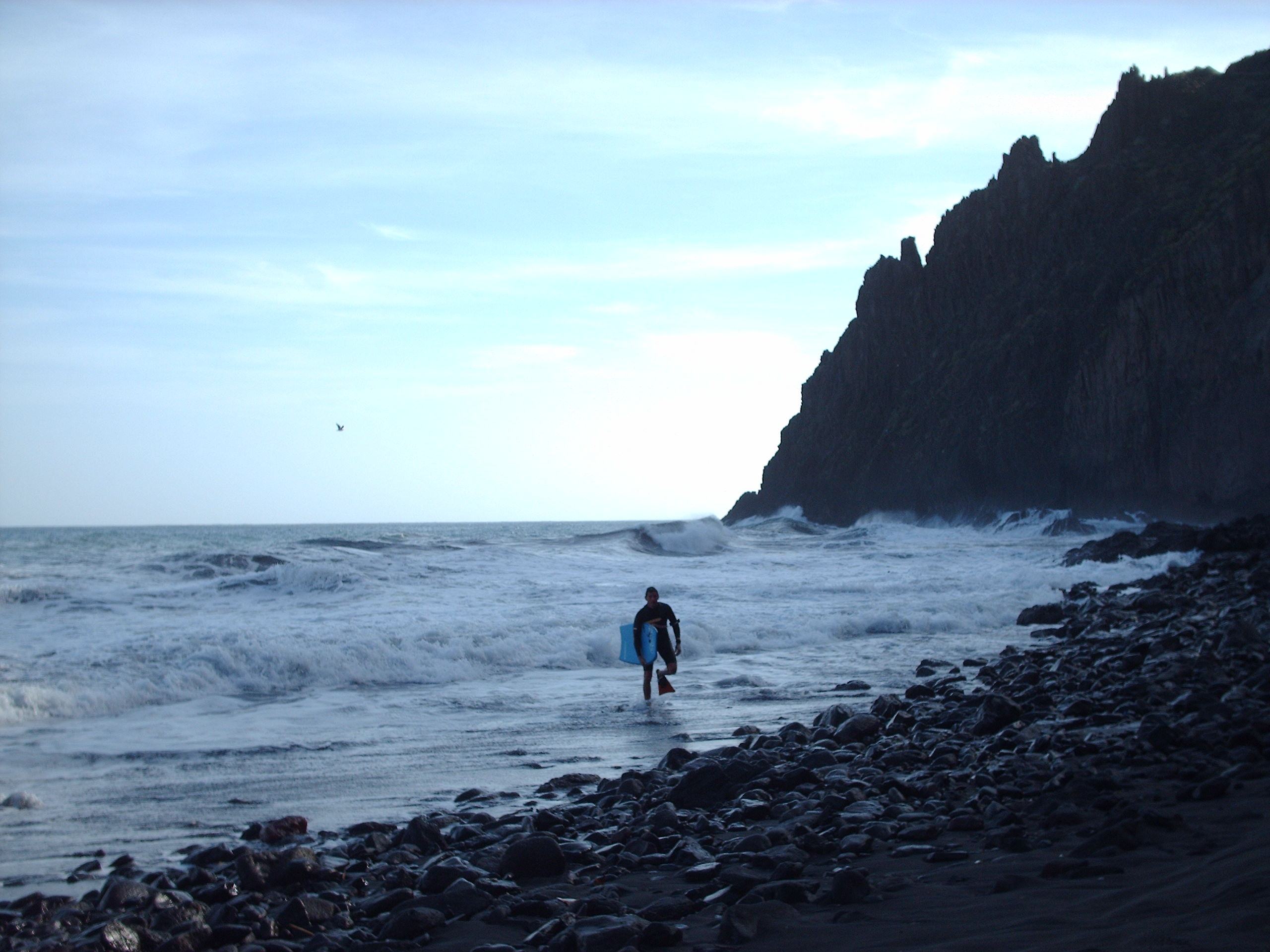
Playa de Las Gaviotas.